# Chmiňany
Chmiňany (in ungherese Monyhád) è un comune della Slovacchia facente parte del distretto di Prešov, nella regione omonima.